# Alexis Bledel
Alexis Bledel [əˈlekˌsɪs bləˈdɛl] est une actrice américaine, née le 16 septembre 1981 à Houston (Texas).
Elle est révélée à la télévision, dans la série télévisée dramatique Gilmore Girls (2000-2007). Ce rôle lui vaut de nombreuses nominations et récompenses dont un Young Artist Award, le Prix Bravo Otto de la meilleure actrice ainsi que deux Teen Choice Awards.
Au cinéma, elle porte le drame Tuck Everlasting, elle participe au film d'action Sin City et incarne l'un des personnages principaux de l'adaptation cinématographique du livre Quatre Filles et un jean, puis dans  sa suite en 2008.
Après avoir porté eu des premiers rôles dans plusieurs films indépendants ainsi qu'un second rôle dans le drame La Conspiration et un rôle de guest dans la cinquième saison de la série Mad Men (2012), elle tente de porter l'éphémère série comique Us and Them, sans succès.
En 2016, elle fait un retour télévisuel remarqué en retrouvant le rôle qui l'a révélée au grand public pour la mini série Gilmore Girls : A Year In The Life avant d'accéder à la reconnaissance critique grâce à sa participation à l'acclamée série dramatique The Handmaid's Tale : La Servante écarlate qui lui vaut le Primetime Emmy Award de la meilleure actrice invitée dans une série télévisée dramatique en 2017.

## Biographie

### Enfance et formation
Alexis Bledel naît à Houston, d'un père argentin, Martín Bledel, et d'une mère mexicaine, Nanette (née Dozier), préparatrice de commande et hôtesse de l'air,. Elle a un frère cadet prénommé Éric. Son grand-père paternel était Enrique Einar Bledel Huus, né à Buenos Aires ; il était vice-président de la marque Coca-Cola en Amérique latine.
Elle a des origines diverses : anglaises, écossaises, néerlandaises et latino-américaines. Elle-même se considère comme latina. Elle grandit en effet dans un foyer hispanophone, au point que l'espagnol est sa langue maternelle et qu'elle n'apprend l'anglais que lorsqu'elle commence à aller à l'école.
Elle fréquente l'école catholique St. Agnes Academy à Houston ainsi que des écoles baptistes et luthériennes. Sa mère l'encourage à essayer le théâtre communautaire pour surmonter sa timidité. Enfant, Bledel apparaît dans des productions locales comme Our Town, The Wizard of Oz et Aladdin,.
Elle est finalement repérée dans un centre commercial et se voit proposer une offre de travail dans le mannequinat. Elle fréquente ensuite l'école des arts Tisch de l'Université de New York, pendant un an.

### Carrière

#### Révélation télévisuelle et débuts au cinéma

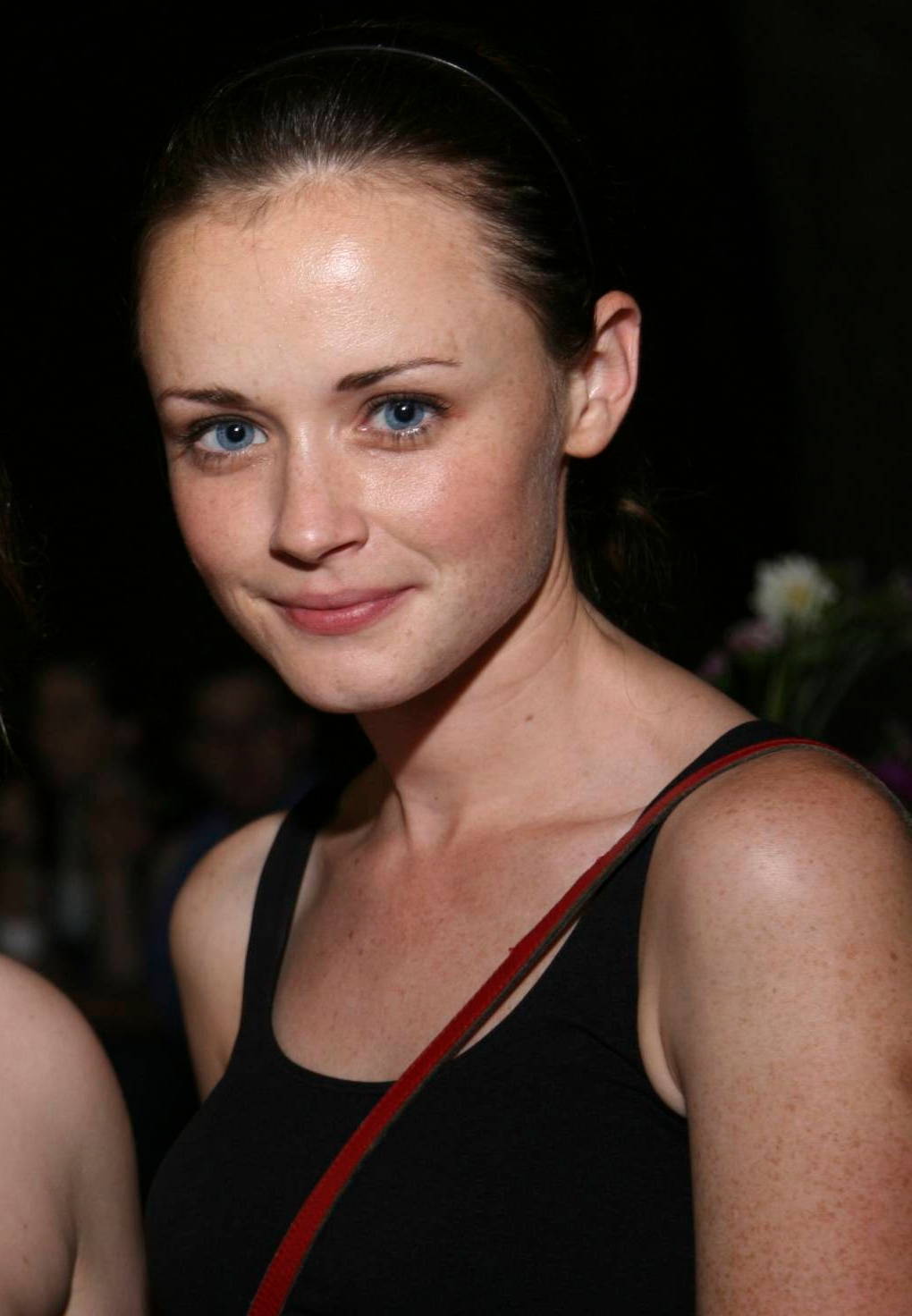
Alexis Bledel lors d'une rencontre avec les fans de la série télévisée Gilmore Girls en 2008.

Après une carrière de mannequin durant son adolescence, ce qui lui permet de voyager à travers le monde (notamment Tokyo, Milan, New York et Los Angeles), Alexis Bledel fait ses débuts à la télévision en 2000 dans la série télévisée tragi-comique et familiale, Gilmore Girls. La série raconte la relation complice et même privilégiée de Lorelai avec sa fille Rory qu'elle a eu à l'âge de 16 ans.
Vedette aux côtés de Lauren Graham, le show la révèle au grand public et la rend célèbre. Elle remporte, à deux reprises, le Teen Choice Award de la meilleure actrice, démontrant le succès de la série auprès d'un jeune public, ainsi que les prestigieux Bravo Otto et Young Artist Awards.
Forte de ce succès, elle porte le film dramatique Tuck Everlasting en 2002, très bien reçu par la critique et qui lui vaut une citation pour le Saturn Award de la meilleure jeune actrice. En 2004, elle poursuit sa carrière au cinéma. Dès lors, elle apparaît dans DysEnchanted, Coup de foudre à Bollywood et I'm Reed Fish, avant de jouer dans Quatre filles et un jean et Quatre filles et un jean 2, qui rencontrent tous deux le succès au box-office,. Partageant l'affiche aux côtés de Blake Lively, America Ferrera et Amber Tamblyn, cette production lui permet de recevoir quelques nominations lors des Teen Choice Awards. Enfin, elle participe au film d'action Sin City aux côtés d'une pléiade d'acteurs reconnus comme Mickey Rourke, Bruce Willis et Clive Owen.
Après sept saisons, Gilmore Girls prend fin en 2007. Au cours de sa carrière, elle a été de nombreuses fois citée dans la presse féminine (Cosmopolitan, W et TV Guide) comme étant l'une des plus belles actrices au monde de ces dix dernières années.
Après une apparition dans la série médicale Urgences, on la retrouve en 2009 au cinéma dans deux longs métrages du genre comédie romantique : d'abord Le fiancé idéal dont elle occupe le rôle titre aux côtés de Scott Porter et Bryan Greenberg, puis, elle porte Post Grad. Deux tentatives de briller en tête d'affiche qui se soldent par des échecs retentissants,.

#### Cinéma indépendant et retour télévisuel remarqué

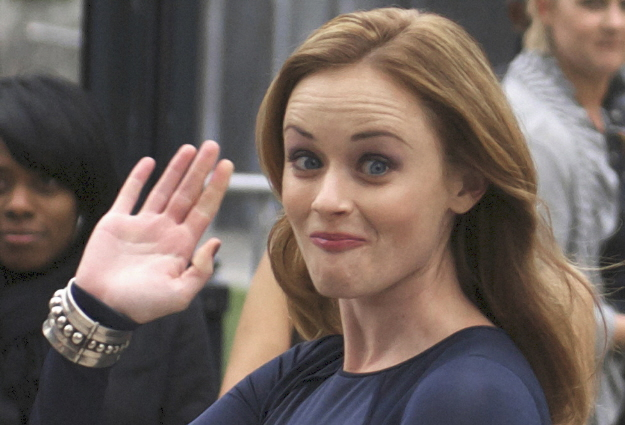
Alexis Bledel lors de l'avant-première du film La Conspiration au Festival international du film de Toronto 2010.

En 2010, elle revient donc dans un second rôle pour le drame salué La Conspiration avec Robin Wright, James McAvoy et Tom Wilkinson. Elle porte tout de même le thriller dramatique indépendant L'Affaire Kate Logan mais dont l'aspect peu conventionnel divise la critique et le public. L'année suivante, elle continue dans l'indépendant avec la comédie dramatique Girl Walks into a Bar, dans lequel elle donne la réplique à Carla Gugino, Rosario Dawson et Josh Hartnett, enfin, elle remplace Carey Mulligan pour la comédie d'action Violet & Daisy dont elle partage la vedette aux côtés de Saoirse Ronan.
En 2012, elle revient sur un projet exposé en rejoignant la cinquième saison de la série plébiscitée Mad Men. Une participation en tant que guest star, sur un arc narratif de trois épisodes, saluée par un prix lors des Gold Derby Awards 2012. Il s'ensuit un second rôle dans la comédie indépendante The Brass Teapot avec Juno Temple et Michael Angarano, le téléfilm L'Amour au jour le jour où elle donne la réplique à Zachary Levi ainsi qu'une intervention dans le film dramatique chorale Parts Per Billion.
Entre 2013 et 2014, elle tente de porter la série comique Us and Them qui était initialement prévue pour la mi-saison 2013–2014 sur le réseau Fox et au Canada sur Citytv mais dont la production réduit le nombre d'épisodes à sept avant de prendre la décision d'arrêter purement la série. Elle se contente alors de jouer dans un épisode de la série télévisée canadienne Motive et seconde Katherine Heigl dans la comédie dramatique Marions-nous !, un échec.
Elle revient finalement sur le devant de la scène, en 2016, grâce à Gilmore Girls. En effet, une huitième et dernière saison en quatre épisodes de 90 minutes, intitulée Une nouvelle année, a été diffusée le 25 novembre 2016 sur la plateforme Netflix, ce qui lui permet de renouer avec de bonnes critiques.

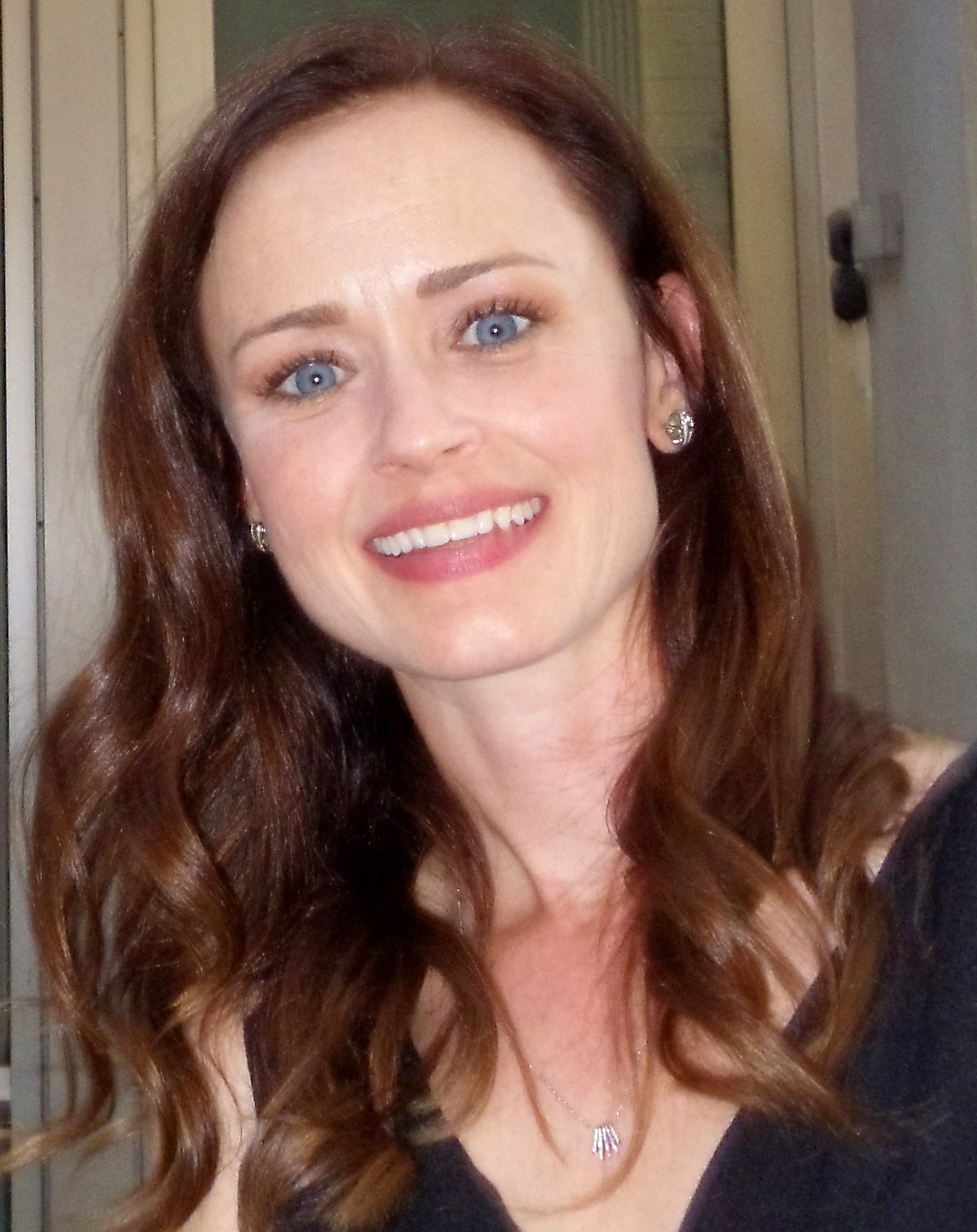
Alexis Bledel en 2017.

Elle enchaîne alors avec la série télévisée dramatique acclamée et multi-récompensée The Handmaid's Tale : La Servante écarlate dans laquelle elle interprète le rôle d'Emily, une Servante auparavant professeure d'université en couple avec une femme, qui s'implique dans un mouvement de résistance à la République de Gilead, dictature protestante restaurationniste et fondamentaliste issue d'un coup d’État aux États-Unis. Dans cette série, elle donne notamment la réplique à Elisabeth Moss et à Samira Wiley. Son interprétation lui vaut de recevoir l'Emmy Awards de la meilleure actrice invitée dans une série télévisée dramatique. Elle est finalement promue dans la distribution principale à partir de la seconde saison. Cette promotion se traduit par une nouvelle nomination pour le Primetime Emmy Awards cette fois-ci dans la catégorie meilleure actrice dans un second rôle.

### Vie privée
Durant le tournage de Gilmore Girls, elle fait la connaissance de Milo Ventimiglia qui devient son compagnon jusqu'en 2006. 
En 2012, elle entretient une relation avec Vincent Kartheiser rencontré sur le tournage de la série Mad Men. Ils se marient en juin 2014. Le 19 mai 2016, Alexis Bledel donne naissance à un garçon. Le 10 août 2022, Vincent Kartheiser demande le divorce, qui est finalisé le 26 août.

## Filmographie

### Cinéma

#### Longs métrages
- 1998 : Rushmore de Wes Anderson : une étudiante (non créditée)
- 2002 : Tuck Everlasting de Jay Russell : Winnifred « Winnie » Foster
- 2004 : Coup de foudre à Bollywood (Bride & Prejudice) de Gurinder Chadha : Georgie Darcy
- 2005 : Sin City de Frank Miller, Robert Rodriguez et Quentin Tarantino : Becky
- 2005 : Quatre filles et un jean (The Sisterhood of the Traveling Pants) de Ken Kwapis : Lena Kaligaris
- 2006 : I'm Reed Fish de Zackary Adler : Kate Peterson à l'âge de 22 ans
- 2006 : Zoom : L'Académie des super-héros de Peter Hewitt : Ace (non créditée)
- 2008 : Quatre filles et un jean 2  (The Sisterhood of the Traveling Pants 2) de Sanaa Hamri : Lena Kaligaris
- 2009 : La Bachelière (Post Grad) de Vicky Jenson : Ryden Malby
- 2010 : Le fiancé idéal de Julio DePietro : Beth
- 2010 : L'Affaire Kate Logan (The Kate Logan Affair) de Noël Mitrani : Kate Logan
- 2011 : La Conspiration de Robert Redford : Sarah Weston
- 2011 : Girl Walks into a Bar de Sebastian Gutierrez : Kim
- 2011 : Violet & Daisy de Geoffrey Fletcher : Violet
- 2012 : The Brass Teapot de Ramaa Mosley (en) : Payton
- 2014 : Parts per Billion (en)de Brian Horiuchi : Sarah
- 2015 : Emily & Tim d'Eric Weber et Sean Devaney : Emily (segment 2)
- 2015 : Marions-nous ! (Jenny's Wedding) de Mary Agnes Donoghue : Kitty, la fiancée de Jenny
- 2019 : Crypto : Katie

#### Courts métrages
- 2004 : DysEnchanted de Terri Miller : Goldilocks
- 2006 : Life Is Short de Riki Lindhome et Dori Oskowitz : Charlotte (également productrice)
- 2009 : The Ballad of G.I. Joe de Daniel Strange : Lady Jaye

### Télévision

#### Téléfilm
- 2013 : L'Amour au jour le jour de Jeff Bleckner : Molly

#### Séries télévisées
- 2000-2007 : Gilmore Girls : Rory Gilmore (rôle principal - 154 épisodes)
- 2009 : Urgences : Dr Julia Wise (saison 15, épisode 22)
- 2012 : Mad Men : Beth Dawes (guest star - saison 5, 4 épisodes)
- 2013-2014 : Us and Them : Stacey (rôle principal - 7 épisodes)
- 2015 : Motive : Robin Gould (saison 3, épisode 3)
- 2016 : Gilmore Girls : Une nouvelle année (mini série) : Lorelai "Rory" Gilmore (rôle principal - 4 épisodes)
- 2017-… : The Handmaid's Tale : La Servante écarlate : Ofglen (guest star saison 1, principale de la saison 2à 4)

## Distinctions
Sauf indication contraire ou complémentaire, les informations mentionnées dans cette section proviennent de la base de données IMDb.

### Récompenses
- Young Artist Awards 2001 : meilleure interprétation par une jeune actrice pour Gilmore Girls
- Family Television Awards 2002 : meilleure actrice  pour Gilmore Girls
- Bravo Otto 2004 : meilleure actrice  pour Gilmore Girls
- Teen Choice Awards 2005 : meilleure actrice pour Gilmore Girls
- Teen Choice Awards 2006 : meilleure actrice  pour Gilmore Girls
- Gold Derby Awards 2012 : meilleure actrice invitée  pour Mad Men
- Gold Derby Awards 2017 : meilleure actrice invitée  pour The Handmaid's tale
- Primetime Emmy Awards 2017 : meilleure actrice invitée dans une série télévisée dramatique pour The Handmaid's tale

### Nominations
- Teen Choice Awards 2001 : meilleure actrice dans une série télévisée dramatique pour Gilmore Girls[23] ;
- Online Film & Television Association Awards 2002 : meilleure actrice dans un second rôle dans une série télévisée comique pour Gilmore Girls
- Teen Choice Awards 2002 : meilleure actrice dans une série télévisée comique pour Gilmore Girls
- Young Artist Awards 2002 : meilleure interprétation par une jeune actrice dans un second rôle dans une série télévisée comique pour Gilmore Girls
- Satellite Awards 2003 : Meilleure actrice dans une série télévisée musicale ou comique pour Gilmore Girls
- Saturn Awards 2003 : meilleure jeune actrice pour Tuck Everlasting
- Teen Choice Awards 2004 : meilleure actrice dans une série télévisée comique pour Gilmore Girls
- Teen Choice Awards 2005 :
  - Meilleure alchimie dans une série télévisée comique pour Gilmore Girls partagée avec Matt Czuchry
  - Meilleure actrice dans une comédie dramatique pour Quatre filles et un jean
  - Meilleure scène d'amour dans une comédie dramatique pour Quatre filles et un jean partagée avec Michael Rady.
- ALMA Awards 2006 : meilleure actrice dans une série télévisée comique pour Gilmore Girls
- Critics' Choice Movie Awards 2006 : meilleure distribution pour Sin City - partagée avec d'autres interprètes du film
- Gold Derby Awards 2006 : meilleure distribution pour Sin City - partagée avec d'autres interprètes du film
- Teen Choice Awards 2006 : meilleure alchimie dans une série télévisée comique pour Gilmore Girls partagée avec Matt Czuchry
- Primetime Emmy Awards 2018 : meilleure actrice dans un second rôle dans une série télévisée dramatique pour The Handmaid's tale
- Primetime Emmy Awards 2020 : meilleure actrice invitée dans une série télévisée dramatique  pour The Handmaid's tale
- Hollywood Critics Association 2021 : meilleure actrice dans un second rôle dans une série télévisée dramatique pour The Handmaid's tale
- Primetime Emmy Awards 2021 : meilleure actrice invitée dans une série télévisée dramatique  pour The Handmaid's tale

## Voix francophones
En France, Noémie Orphelin est la voix régulière d'Alexis Bledel, la doublant dans la majorité de ses apparitions depuis Gilmore Girls, notamment dans Sin City, la duologie Quatre Filles et un jean ou encore The Handmaid's Tale : La Servante écarlate. À titre exceptionnel, elle est doublée par Dorothée Capelluto dans Immortels, Séverine Cayron dans Post Grad, Pamela Ravassard dans The Brass Teapot et Gabrielle Jeru dans Crypto.
Au Québec, Geneviève Désilets est la voix régulière de l'actrice, la doublant tour à tour dans Quatre Filles et un jean et sa suite, L'Affaire Kate Logan ou encore Violet et Daisy. Bianca Gervais l'a également doublée à deux occasions, dans Une histoire de Sin City et La Bachelière.